# Come Clarity
Albums de In Flames
Soundtrack To Your Escape
(2004) A Sense of Purpose
(2008)
Come Clarity est le huitième album du groupe de death metal mélodique In Flames sorti le 3 février 2006 en Europe et le 7 février 2006 en Amérique du Nord.
Il a été enregistré par Daniel Bergstrand, Anders Fridén et Björn Gelotte aux studios Dug Out et The Room et mixé par Pelle Henricsson et Eskil Lovstrom au studio Tonteknik Recording.
L'album a été édité en Amérique du Nord par le label Ferret Music et en Europe par le label Nuclear Blast.
Aux États-Unis, il s'écoula à 24 000 exemplaires dans sa première semaine de vente, et atteignit la position #58 aux Billboard américain et la #3 au palmarès des albums indépendants. Dans le premier mois de vente, il s'écoula à 50 000 exemplaires. Il s'agit de l'album d'In Flames le plus vendu aux États-Unis avec, à l'heure actuelle, plus de 117 000 exemplaires vendus.
En Europe, dans sa première semaine de vente, l'album atteignit la position #1 en Suède et en Finlande, la #6 en Allemagne, la #16 en Autriche et la #23 en Grèce.

## Musiciens

### Membres du groupe
- Anders Fridén - Chant
- Björn Gelotte - Guitare / Guitare acoustique sur "Come Clarity"
- Jesper Strömblad - Guitare / Guitare acoustique sur "Come Clarity"
- Peter Iwers - Basse
- Daniel Svensson - Batterie

### Invités
- Uppsala Poker HC Crew – Voix de fonds sur "Scream"
- Lisa Miskovsky - Chant sur Dead End

## Titres
| No  | Titre                                  | Durée |
| --- | -------------------------------------- | ----- |
| 1.  | Take This Life                         | 3:35  |
| 2.  | Leeches                                | 2:55  |
| 3.  | Reflect the Storm                      | 4:16  |
| 4.  | Dead End (featuring Lisa Miskovsky)    | 3:22  |
| 5.  | Scream                                 | 3:12  |
| 6.  | Come Clarity                           | 4:15  |
| 7.  | Vacuum                                 | 3:39  |
| 8.  | Pacing Death's Trail                   | 3:00  |
| 9.  | Crawl Through Knives                   | 4:02  |
| 10. | Versus Terminus                        | 3:18  |
| 11. | Our Infinite Struggle                  | 3:46  |
| 12. | Vanishing Light                        | 3:14  |
| 13. | Your Bedtime Story Is Scaring Everyone | 5:25  |

## Anecdotes
Lisa Miskovsky, une célèbre chanteuse en Suède, chante en duo avec Anders Fridén sur la chanson Dead End. La chanson Take This Life est utilisé dans le jeu vidéo Guitar Hero 3.